# Divendres 13: Jason a l'infern
Divendres 13: Jason a l'infern (títol original: Jason Goes to Hell: The Final Friday) és una pel·lícula estatunidenca de terror dirigida per Adam Marcus, estrenada l'any 1993. Aquest film és el novè lliurament de la saga Divendres 13. Ha estat doblada al català.

## Argument
Jason Voorhees, l'encarnació horrible del Mal, cau en un parany organitzat per una unitat especial de l'FBI que pensa acabar amb aquest assassí invencible fent-lo explotar sota un foc d'armes diverses. Les seves restes són reagrupades i portades a la morgue amb molta vigilància. Tanmateix, en el moment de l'examen postmortem, l'ànima de Jason s'apodera del forense. Posseït per l'ancià resident de Crystal Lake, aquest metge emprèn una croada amb un objectiu ben particular.

## Repartiment
- Kane Hodder: Jason Voorhees
- John D. LeMay: Steven Freeman
- Kari Keegan: Jessica Kimble
- Steven Williams: Creighton Duke
- Steven Culp: Robert Campbell
- Erin Gray: Diana Kimble
- Rusty Schwimmer: Joey B
- Richard Guant: Coronel
- Leslie Jordan: Shelby
- Billy Green Bush: Xèrif Ed Landis
- Kipp Marcus: Oficial Randy Parker
- Andrew Bloch: Josh
- Adam Cranner: Ward
- Allison Smith: Vicki
- Julie Michaels: Agent Elizabeth Marcus
- Michael B. Silver: Luke
- Michelle Clunie: Deborah
- Kathryn Atwood: Alexis

## Al voltant de la pel·lícula
- En aquest lliurament, Jason no hi és físicament, però si la seva ànima. Es reencarna regularment en diferents persones. L'objectiu és "renéixer" gràcies a un dels membres de la seva família: Diana, la seva mitja-germana, Jessica, la seva neboda, o Stephanie, la seva reneboda.
- Com els seus predecessors, aquest novè lliurament va ser censurat en els seus plans més explícits, en particular el de la mort d'una dona en ple orgasme a la seva tenda de càmping.[3]
- Registrant la casa de Jason Voorhees, Steven topa amb el Necronomicon o El Llibre dels Morts que es pot veure a Evil Dead. Com i perquè aquest llibre es troba a casa de Jason Voorhees?[3]

## Premis i nominacions
- 2005: nominació al Golden Satellite per millor bonus DVD.